# Bathyclupea elongata
Bathyclupea elongata är en fiskart som beskrevs av Trunov, 1975. Bathyclupea elongata ingår i släktet Bathyclupea och familjen Bathyclupeidae. Inga underarter finns listade.